# Leocyma discophora
Leocyma discophora är en fjärilsart som beskrevs av George Francis Hampson 1912. Leocyma discophora ingår i släktet Leocyma och familjen trågspinnare. Inga underarter finns listade i Catalogue of Life.